# Coppa di Lega svizzera
La Coppa di Lega svizzera fu una competizione calcistica svizzera esistita dal 1972 al 1982. In questo torneo si affrontavano le squadre che militavano nei campionati di Lega Nazionale A e Lega Nazionale B.
La formula iniziale prevedeva la disputa della Coppa di Lega come torneo pre-stagionale estivo. A partire dalla terza edizione, invece, venne trasformata in una competizione disputata durante la stagione calcistica, parallelamente alla Coppa Svizzera.

## Albo d'oro
| Edizione  | Data             | Vincitore    | Finalista       | Risultato           | Sede della finale         |
| 1972      | 11 novembre 1972 | Basilea      | Winterthur      | 4-1                 | Letzigrund, Zurigo        |
| 1973      | 10 ottobre 1973  | Grasshoppers | Winterthur      | 2-2 (dts) (5-4 dtr) | Letzigrund, Zurigo        |
| 1974-1975 | 26 marzo 1975    | Grasshoppers | Zurigo          | 3-0                 | Letzigrund, Zurigo        |
| 1975-1976 | 23 maggio 1976   | Young Boys   | Zurigo          | 4-2                 | Wankdorf, Berna           |
| 1976-1977 | 3 maggio 1977    | Servette     | Neuchâtel Xamax | 2-0                 | Pontaise, Losanna         |
| 1977-1978 | 15 agosto 1978   | San Gallo    | Grasshoppers    | 3-2                 | Schützenwiese, Winterthur |
| 1978-1979 | 5 marzo 1979     | Servette     | Basilea         | 2-2 (dts) (4-3 dtr) | St. Jakob, Basilea        |
| 1979-1980 | 6 maggio 1980    | Servette     | Grasshoppers    | 3-0                 | Gurzelen, Bienne          |
| 1980-1981 | 26 maggio 1981   | Zurigo       | Losanna         | 2-1                 | Pontaise, Losanna         |
| 1980-1981 | 8 settembre 1981 | Zurigo       | Losanna         | 0-0                 | Letzigrund, Zurigo        |
| 1981-1982 | 18 maggio 1982   | Aarau        | San Gallo       | 1-0                 | Espenmoos, Aarau          |
| 1981-1982 | 29 maggio 1982   | Aarau        | San Gallo       | 0-0                 | Brügglifeld, San Gallo    |

## Titoli per squadra
| Squadra      | Titoli | Anni                            |
| ------------ | ------ | ------------------------------- |
| Servette     | 3      | 1976-1977, 1978-1979, 1979-1980 |
| Grasshoppers | 2      | 1973, 1974-1975                 |
| Basilea      | 1      | 1972                            |
| Young Boys   | 1      | 1975-1976                       |
| San Gallo    | 1      | 1977-1978                       |
| Zurigo       | 1      | 1980-1981                       |
| Aarau        | 1      | 1981-1982                       |